# Paul Vaughan

a Compétitions nationales et continentales officielles uniquement.

b Matchs officiels uniquement.
Paul Vaughan, né le 23 avril 1991 à Canberra (Australie), est un joueur de rugby à XIII australien au poste de troisième ligne ou de pilier dans les années 2010. Il fait ses débuts en National Rugby League en 2013 avec les Raiders de Canberra puis rejoint les Dragons de St. George Illawarra en 2017. Il dispute parallèlement le State of Origin, remporté en 2018 avec le Nouvelle-Galles du Sud ainsi qu'au City vs Country Origin remporté en 2015. Enfin, petit-enfant d'une grand-mère maternelle italienne, il dispute sous les couleurs de l'Italie les éditions de la Coupe du monde 2013 et 2017 avec des éliminations au premier tour.

## Palmarès
- Collectif : 
  - Vainqueur du State of Origin : 2018 et 2019 (Nouvelle-Galles du Sud).
  - Vainqueur du City vs Country Origin : 2015 (Country).

## Détails

### Coupe du monde
| Édition         | Rang     | Résultats pays | Résultats Vaughan | Matchs Vaughan |
| --------------- | -------- | -------------- | ----------------- | -------------- |
| Angleterre 2013 | 1er tour | 1 v, 1 n, 1 d  | 1 v, 1 n, 1 d     | 3/3            |
| Australie 2017  | 1er tour | 1 v, 0 n, 2 d  | 1 v, 0 n, 2 d     | 3/3            |

Légende : v = victoire ; n = match nul ; d = défaite.

### En sélection représentatives
| Année | Compétition            | Rang      | Résultats Sélection | Résultats Vaughan | Matchs Vaughan |
| ----- | ---------------------- | --------- | ------------------- | ----------------- | -------------- |
| 2014  | City vs Country Origin | Perdant   | 0 v, 0 n, 1 d       | 0 v, 0 n, 1 d     | 1/1            |
| 2015  | City vs Country Origin | Vainqueur | 1 v, 0 n, 0 d       | 1 v, 0 n, 0 d     | 1/1            |
| 2016  | City vs Country Origin | Perdant   | 0 v, 0 n, 1 d       | 0 v, 0 n, 1 d     | 1/1            |
| 2017  | City vs Country Origin | Perdant   | 0 v, 0 n, 1 d       | 0 v, 0 n, 1 d     | 1/1            |
| 2018  | State of Origin        | Vainqueur | 2 v, 0 n, 1 d       | 2 v, 0 n, 1 d     | 3/3            |

### En club
| Saison | Club                         | Compétition           | Matchs | Points | Essais | Buts | Drop |
| ------ | ---------------------------- | --------------------- | ------ | ------ | ------ | ---- | ---- |
| 2013   | Canberra Raiders             | National Rugby League | 18     | 4      | 1      | 0    | 0    |
| 2014   | Canberra Raiders             | National Rugby League | 23     | 28     | 7      | 0    | 0    |
| 2015   | Canberra Raiders             | National Rugby League | 24     | 16     | 4      | 0    | 0    |
| 2016   | Canberra Raiders             | National Rugby League | 20     | 16     | 4      | 0    | 0    |
| 2017   | St. George Illawarra Dragons | National Rugby League | 23     | 32     | 8      | 0    | 0    |
| 2018   | St. George Illawarra Dragons | National Rugby League | 19     | 8      | 2      | 0    | 0    |
| 2019   | St. George Illawarra Dragons | National Rugby League | 23     | 8      | 2      | 0    | 0    |